# 井上安正
井上 安正（いのうえ やすまさ、1944年 - ）は、日本のジャーナリスト。栃木県矢板市生まれ。

## 略歴
栃木県立矢板高等学校普通科（現栃木県立矢板東高等学校）卒業。1967年（昭和42年）中央大学法学部卒業。下野新聞を経て、1970年（昭和45年）、読売新聞社入社。1977年（昭和52年）、弘前大学教授夫人殺人事件再審の取材・報道で、日本新聞協会賞および菊池寛賞を受賞。読売新聞東京本社社会部長、同西部本社編集局長、報知新聞社専務取締役から同社顧問を歴任した。

## 著作
- 『真犯人はつくられた　弘前大学教授夫人殺し事件・「無実の罪」証明のための2,200日の取材ノート』（自由国民社　1977年）
- 『警察記者』（JICC出版局 1993年）
  - 『警察記者33年』（徳間文庫　2000年）（上書の改題）
- 『検証！事件報道』（宝島社新書　2000年）
- 『人を育てる　船村徹 情歌の世界』（中央公論新社　2009年）
- 『マニラ保険金殺人事件』（中公新書ラクレ　2009年）
- 『冤罪の軌跡　弘前大学教授夫人殺害事件』（新潮新書　2011年）
- 『翔べ巨鳥　日本橋百年』（栄光出版社　2012年）